# Az RB Leipzig 2016–2017-es szezonja
Az RB Leipzig 2016–2017-es szezonja a csapat 8. szezonja volt a versenyszerű labdarúgásban, 1. szezonja a Bundesligában és a 8. szezonja fennállása óta.

## Mezek
| \| \| \| \| \| \| \| \| \| \| \| \| |              |              |
| Hazai mez                           |              |              |
| Team colours                        | Team colours | Team colours |
| Team colours                        |              |              |
| Team colours                        |              |              |

| Team colours | Team colours | Team colours |
| Team colours |              |              |
| Team colours |              |              |

| \| \| \| \| \| \| \| \| \| \| \| \| |              |              |
| Vendég mez                          |              |              |
| Team colours                        | Team colours | Team colours |
| Team colours                        |              |              |
| Team colours                        |              |              |

| Team colours | Team colours | Team colours |
| Team colours |              |              |
| Team colours |              |              |

| \| \| \| \| \| \| \| \| \| \| \| \| |              |              |
| 3. számú mez                        |              |              |
| Team colours                        | Team colours | Team colours |
| Team colours                        |              |              |
| Team colours                        |              |              |

| Team colours | Team colours | Team colours |
| Team colours |              |              |
| Team colours |              |              |

## Játékosok
2016. november 3-i állapot szerint.
| #  |     | Poszt | Név                                                           |
| -- | --- | ----- | ------------------------------------------------------------- |
| 1  | SUI | K     | Fabio Coltorti                                                |
| 3  | BRA | KP    | Bernardo                                                      |
| 4  | GER | V     | Willi Orban                                                   |
| 5  | GRE | V     | Kiriákosz Papadópulosz (kölcsönben a Bayer 04 Leverkusen-től) |
| 6  | GER | KP    | Rani Khedira                                                  |
| 7  | AUT | KP    | Marcel Sabitzer                                               |
| 8  | GUI | KP    | Naby Keïta                                                    |
| 9  | DEN | CS    | Yussuf Poulsen                                                |
| 10 | SWE | CS    | Emil Forsberg                                                 |
| 11 | GER | CS    | Timo Werner                                                   |
| 13 | AUT | KP    | Stefan Ilsanker                                               |
| 15 | GER | CS    | Agyemang Diawusie                                             |
| 16 | GER | V     | Lukas Klostermann                                             |

| #  |     | Poszt | Név                |
| -- | --- | ----- | ------------------ |
| 18 | USA | CS    | Terrence Boyd      |
| 19 | SCO | KP    | Oliver Burke       |
| 20 | GER | V     | Benno Schmitz      |
| 21 | GER | K     | Marius Müller      |
| 23 | GER | V     | Marcel Halstenberg |
| 24 | GER | KP    | Dominik Kaiser     |
| 26 | GER | KP    | Vitaly Janelt      |
| 27 | GER | CS    | Davie Selke        |
| 31 | GER | KP    | Diego Demme        |
| 32 | HUN | K     | Gulácsi Péter      |
| 33 | GER | V     | Marvin Compper     |
| 35 | HUN | KP    | Kalmár Zsolt       |
| 40 | GER | KP    | Idrissa Touré      |

## Átigazolás

### Nyár

#### Érkezők
| #  |       | Poszt | Név                                                           |
| -- | ----- | ----- | ------------------------------------------------------------- |
| 2  | GER   | V     | Benno Schmitz (az FC Red Bull Salzburg-tól)                   |
| 5  | Görög | V     | Kiriákosz Papadópulosz (kölcsönben a Bayer 04 Leverkusen-től) |
| 11 | GER   | CS    | Timo Werner (a VfB Stuttgart-tól)                             |
| 19 | SCO   | KP    | Oliver Burke (a Nottingham Forest FC-től)                     |
| 21 | GER   | K     | Marius Müller (az 1. FC Kaiserslautern-től)                   |
| 8  | GUI   | KP    | Naby Keïta (az FC Red Bull Salzburg-tól)                      |
| 35 | HUN   | KP    | Kalmár Zsolt (kölcsönból vissza az FSV Frankfurt-tól)         |

#### Távozók
| #  |     | Poszt | Név                                    |
| -- | --- | ----- | -------------------------------------- |
| 25 | AUT | KP    | Stefan Hierländer (a SK Sturm Graz-ba) |
| 39 | AUT | V     | Georg Teigl (az FC Augsburg-ba)        |

#### Kölcsönben
| #  |     | Poszt | Név                                                      |
| -- | --- | ----- | -------------------------------------------------------- |
| 17 | GER | CS    | Nils Quaschner (kölcsönben az VfL Bochum csapatánál)     |
| 33 | TUR | V     | Atınç Nukan (kölcsönben a Beşiktaş JK csapatánál)        |
|    | ISR | CS    | Ómer Dámárí (kölcsönben a New York Red Bulls csapatánál) |
| 3  | GER | KP    | Anthony Jung (kölcsönben az FC Ingolstadt csapatánál)    |
|    | BEL | CS    | Massimo Bruno (kölcsönben az RSC Anderlecht csapatánál)  |

### Tél

#### Érkezők
| #  |     | Poszt | Név                                                      |
| -- | --- | ----- | -------------------------------------------------------- |
| 17 | FRA | V     | Dayot Upamecano (az FC Red Bull Salzburg-tól)            |
|    | ISR | CS    | Ómer Dámárí (kölcsönből vissza a New York Red Bulls-tól) |

#### Távozók
| #  |       | Poszt | Név                                                                  |
| -- | ----- | ----- | -------------------------------------------------------------------- |
| 5  | Görög | V     | Kiriákosz Papadópulosz (kölcsönből vissza a Bayer 04 Leverkusen-hez) |
| 18 | USA   | CS    | Terrence Boyd (a Darmstadt 98-ba)                                    |
| 40 | GER   | KP    | Idrissa Touré (a Schalke 04 II-be)                                   |

#### Kölcsönben
| #  |     | Poszt | Név                                                 |
| -- | --- | ----- | --------------------------------------------------- |
| 26 | GER | KP    | Vitaly Janelt (kölcsönben az VfL Bochum csapatánál) |
|    | ISR | CS    | Ómer Dámárí (kölcsönben a Makkabi Haifa csapatánál) |
|    | HUN | KP    | Kalmár Zsolt (kölcsönben a Brøndby IF csapatánál)   |

## Mérkőzések

### Barátságos találkozók
| 2016. július 17. 15:30 |

| 1. FC Frankfurt | 0 – 10              | RB Leipzig                                                                                 |
| --------------- | ------------------- | ------------------------------------------------------------------------------------------ |
|                 | (0 - 6) Jegyzőkönyv | Werner 5' 25' Selke 16' 41' 43' Keïta 37' Weiss-Motz 50' Boyd 53' Beiersdorf 71' Bruno 78' |

| Stadion der Freundschaft, Frankfurt Nézőszám: 3 420 Játékvezető: Marcel Riemer |

| 2016. július 20. 18:00 |

| SSV Markranstädt | 0 – 9               | RB Leipzig                                                                           |
| ---------------- | ------------------- | ------------------------------------------------------------------------------------ |
|                  | (0 - 2) Jegyzőkönyv | Werner 24' 42' Compper 49' 60' Klostermann 51' Kaiser 64' Dadashov 71' Selke 80' 84' |

| Stadion am Bad, Markranstädt Nézőszám: 1896 Játékvezető: Patrick Kluge |

| 2016. július 23. 15:30 |

| RB Leipzig               | 3 – 0               | Viktoria Berlin |
| ------------------------ | ------------------- | --------------- |
| Werner 10' Selke 28' 44' | (3 - 0) Jegyzőkönyv |                 |

| Edzőközpont, Lipcse Nézőszám: 1538 Játékvezető: Alexander Sather |

| 2016. július 27. 17:00 |

| RB Leipzig           | 2 – 0               | Würzburger Kickers |
| -------------------- | ------------------- | ------------------ |
| Boyd 44' Poulsen 75' | (1 - 0) Jegyzőkönyv |                    |

| Stadion am Bad, Markranstädt Nézőszám: 2 091 Játékvezető: Lasse Koslowski |

| 2016. augusztus 4. 18:30 |

| RB Leipzig | 0 – 0               | Torino |
| ---------- | ------------------- | ------ |
|            | (0 - 0) Jegyzőkönyv |        |

| Kufstein Arena, Kufstein Nézőszám: 1300 |

| 2016. augusztus 6. 18:30 |

| RB Leipzig                             | 3 – 2               | Eibar        |
| -------------------------------------- | ------------------- | ------------ |
| Sabitzer 73' Poulsen 78' Elgezabal 86' | (0 - 2) Jegyzőkönyv | Bébé 30' 33' |

| Sportanlage ASV Grassau, Grassau Nézőszám: 686 Játékvezető: Tobias Reichel |

| 2016. augusztus 9. 11:30 |

| RB Leipzig                                           | 4 – 4               | FC Liefering                   |
| ---------------------------------------------------- | ------------------- | ------------------------------ |
| Nukan 24' Bruno 25' Keïta 70' Poulsen 79' (11-esből) | (2 - 3) Jegyzőkönyv | Berisha 7' 17' 20' Meister 54' |

| Sportanlage ASV Grassau, Grassau |

| 2016. augusztus 14. 17:00 |

| RB Leipzig      | 1 – 1               | Real Betis            |
| --------------- | ------------------- | --------------------- |
| Halstenberg 63' | (0 - 0) Jegyzőkönyv | Castro 69' (11-esből) |

| Red Bull Arena, Lipcse Nézőszám: 13 198 Játékvezető: Lasse Koslowski |

| 2017. január 7. 17:00 |

| AFC Ajax                                    | 5 – 1               | RB Leipzig |
| ------------------------------------------- | ------------------- | ---------- |
| Younes 29' 39' 46' Dolberg 37' El Ghazi 87' | (3 - 0) Jegyzőkönyv | Selke 64'  |

| Stadion da Nora in Ferreiras, Albufeira Nézőszám: 1300 Játékvezető: Wim Bronsvoort |

| 2017. január 11. 14:00 |

| SC Farense | 0 – 6               | RB Leipzig                                                                 |
| ---------- | ------------------- | -------------------------------------------------------------------------- |
|            | (0 - 4) Jegyzőkönyv | Werner 10' Selke 12' Forsberg 18' Burke 36' (11-esből) Kalmár 58' Boyd 71' |

| Cascade Resort, Lagos Játékvezető: Tiago Cordeiro |

| 2017. január 15. 15:30 |

| RB Leipzig                           | 4 – 0               | Glasgow Rangers |
| ------------------------------------ | ------------------- | --------------- |
| Werner 21' Burke 43' Poulsen 63' 80' | (2 - 0) Jegyzőkönyv |                 |

| Red Bull Arena, Lipcse Nézőszám: 18 780 Játékvezető: Henry Müller |

### Bajnokság
| 2016. augusztus 28. 17:30 (CEST) | 1899 Hoffenheim  | 2 – 2                 | RB Leipzig              | WIRSOL Rhein-Neckar-Arena, Sinsheim Nézőszám: 24 188 Játékvezető: Tobias Stieler |
| 2016. augusztus 28. 17:30 (CEST) | Rupp 55' Uth 83' | (0 – 0) (Jegyzőkönyv) | Kaiser 58' Sabitzer 90' | WIRSOL Rhein-Neckar-Arena, Sinsheim Nézőszám: 24 188 Játékvezető: Tobias Stieler |

| 2016. szeptember 10. 18:30 (CEST) | RB Leipzig | 1 – 0                 | Borussia Dortmund | Red Bull Arena, Lipcse Nézőszám: 42 558 Játékvezető: Wolfgang Stark |
| 2016. szeptember 10. 18:30 (CEST) | Keïta 89'  | (0 – 0) (Jegyzőkönyv) |                   | Red Bull Arena, Lipcse Nézőszám: 42 558 Játékvezető: Wolfgang Stark |

| 2016. szeptember 17. 15:30 (CEST) | Hamburger SV | 0 – 4                 | RB Leipzig                                         | Volksparkstadion, Hamburg Nézőszám: 52 998 Játékvezető: Robert Kampka |
| 2016. szeptember 17. 15:30 (CEST) |              | (0 – 0) (Jegyzőkönyv) | Forsberg 66' (11-esből) Werner 72' 77' Selke 90+2' | Volksparkstadion, Hamburg Nézőszám: 52 998 Játékvezető: Robert Kampka |

| 2016. szeptember 21. 20:00 (CEST) | RB Leipzig | 1 – 1                 | Borussia Mönchengladbach | Red Bull Arena, Lipcse Nézőszám: 42 558 Játékvezető: Manuel Gräfe |
| 2016. szeptember 21. 20:00 (CEST) | Werner 6'  | (1 – 0) (Jegyzőkönyv) | Johnson 84'              | Red Bull Arena, Lipcse Nézőszám: 42 558 Játékvezető: Manuel Gräfe |

| 2016. szeptember 25. 17:45 (CEST) | 1. FC Köln | 1 – 1                 | RB Leipzig | RheinEnergieSTADION, Köln Nézőszám: 58 500 Játékvezető: Benjamin Cortus |
| 2016. szeptember 25. 17:45 (CEST) | Ószako 25' | (1 – 1) (Jegyzőkönyv) | Burke 5'   | RheinEnergieSTADION, Köln Nézőszám: 58 500 Játékvezető: Benjamin Cortus |

| 2016. szeptember 30. 20:30 (CEST) | RB Leipzig               | 2 – 1                 | FC Augsburg | Red Bull Arena, Lipcse Nézőszám: 35 721 Játékvezető: Harm Osmers |
| 2016. szeptember 30. 20:30 (CEST) | Forsberg 11' Poulsen 52' | (1 – 1) (Jegyzőkönyv) | Csi 14'     | Red Bull Arena, Lipcse Nézőszám: 35 721 Játékvezető: Harm Osmers |

| 2016. október 16. 17:30 (CEST) | VfL Wolfsburg | 0 – 1                 | RB Leipzig   | VOLKSWAGEN ARENA, Wolfsburg Nézőszám: 30 000 Játékvezető: Sascha Stegemann |
| 2016. október 16. 17:30 (CEST) |               | (0 – 0) (Jegyzőkönyv) | Forsberg 70' | VOLKSWAGEN ARENA, Wolfsburg Nézőszám: 30 000 Játékvezető: Sascha Stegemann |

| 2016. október 23. 15:30 (CEST) | RB Leipzig                | 3 – 1                 | Werder Bremen | Red Bull Arena, Lipcse Nézőszám: 42 558 Játékvezető: Robert Hartmann |
| 2016. október 23. 15:30 (CEST) | Keïta 42' 74' Selke 90+5' | (1 – 0) (Jegyzőkönyv) | Gnabry 76'    | Red Bull Arena, Lipcse Nézőszám: 42 558 Játékvezető: Robert Hartmann |

| 2016. október 29. 15:30 (CEST) | Darmstadt 98 | 0 – 2                 | RB Leipzig       | Jonathan-Heimes-Stadion am Böllenfalltor, Darmstadt Nézőszám: 16 400 Játékvezető: Wolfgang Stark |
| 2016. október 29. 15:30 (CEST) |              | (0 – 0) (Jegyzőkönyv) | Sabitzer 57' 81' | Jonathan-Heimes-Stadion am Böllenfalltor, Darmstadt Nézőszám: 16 400 Játékvezető: Wolfgang Stark |

| 2016. november 6. 15:30 (CEST) | RB Leipzig                 | 3 – 1                 | Mainz 05 | Red Bull Arena, Lipcse Nézőszám: 42 558 Játékvezető: Marco Fritz |
| 2016. november 6. 15:30 (CEST) | Werner 3' 44' Forsberg 21' | (3 – 0) (Jegyzőkönyv) | Bell 74' | Red Bull Arena, Lipcse Nézőszám: 42 558 Játékvezető: Marco Fritz |

| 2016. november 18. 20:30 (CEST) | Bayer Leverkusen      | 2 – 3                 | RB Leipzig                               | BayArena, Leverkusen Nézőszám: 27 752 Játékvezető: Felix Brych |
| 2016. november 18. 20:30 (CEST) | Kampl 1' Brandt 45+2' | (2 – 1) (Jegyzőkönyv) | Baumgartlinger 4' Orban 81' Forsberg 67' | BayArena, Leverkusen Nézőszám: 27 752 Játékvezető: Felix Brych |

| 2016. november 25. 20:30 (CEST) | SC Freiburg       | 1 – 4                 | RB Leipzig                           | Schwarzwald-Stadion, Freiburg im Breisgau Nézőszám: 24 000 Játékvezető: Benjamin Brand |
| 2016. november 25. 20:30 (CEST) | Niederlechner 15' | (1 – 1) (Jegyzőkönyv) | Keïta 2' Werner 21' 35' Sabitzer 79' | Schwarzwald-Stadion, Freiburg im Breisgau Nézőszám: 24 000 Játékvezető: Benjamin Brand |

| 2016. december 3. 18:30 (CEST) | RB Leipzig                         | 2 – 1                 | Schalke 04    | Red Bull Arena, Lipcse Nézőszám: 42 558 Játékvezető: Bastian Dankert |
| 2016. december 3. 18:30 (CEST) | Werner 2' (11-esből) Kolašinac 47' | (1 – 1) (Jegyzőkönyv) | Kolašinac 31' | Red Bull Arena, Lipcse Nézőszám: 42 558 Játékvezető: Bastian Dankert |

| 2016. december 10. 15:30 (CEST) | FC Ingolstadt | 1 – 0                 | RB Leipzig | Audi Sportpark, Ingolstadt Nézőszám: 15 200 Játékvezető: Markus Schmidt |
| 2016. december 10. 15:30 (CEST) | Roger 12'     | (1 – 0) (Jegyzőkönyv) |            | Audi Sportpark, Ingolstadt Nézőszám: 15 200 Játékvezető: Markus Schmidt |

| 2016. december 17. 15:30 (CEST) | RB Leipzig           | 2 – 0                 | Hertha BSC | Red Bull Arena, Lipcse Nézőszám: 42 558 Játékvezető: Marco Fritz |
| 2016. december 17. 15:30 (CEST) | Werner 40' Orban 62' | (1 – 0) (Jegyzőkönyv) |            | Red Bull Arena, Lipcse Nézőszám: 42 558 Játékvezető: Marco Fritz |

| 2016. december 21. 20:00 (CEST) | Bayern München                                   | 3 – 0                 | RB Leipzig | Allianz Arena, München Nézőszám: 75 000 Játékvezető: Felix Zwayer |
| 2016. december 21. 20:00 (CEST) | Thiago 17' Alonso 25' Lewandowski 45' (11-esből) | (3 – 0) (Jegyzőkönyv) |            | Allianz Arena, München Nézőszám: 75 000 Játékvezető: Felix Zwayer |

| 2017. január 21. 18:30 (CEST) | RB Leipzig                          | 3 – 0                 | Eintracht Frankfurt | Red Bull Arena, Lipcse Nézőszám: 42 558 Játékvezető: Deniz Aytekin |
| 2017. január 21. 18:30 (CEST) | Compper 6' Werner 45+4' Vallejo 67' | (2 – 0) (Jegyzőkönyv) |                     | Red Bull Arena, Lipcse Nézőszám: 42 558 Játékvezető: Deniz Aytekin |

| 2017. január 28. 15:30 (CEST) | RB Leipzig              | 2 – 1                 | 1899 Hoffenheim | Red Bull Arena, Lipcse Nézőszám: 39 633 Játékvezető: Wolfgang Stark |
| 2017. január 28. 15:30 (CEST) | Werner 38' Sabitzer 77' | (1 – 0) (Jegyzőkönyv) | Amiri 18'       | Red Bull Arena, Lipcse Nézőszám: 39 633 Játékvezető: Wolfgang Stark |

| 2017. február 4. 18:30 (CEST) | Borussia Dortmund | 1 – 0                 | RB Leipzig | SIGNAL IDUNA PARK, Dortmund Nézőszám: 81 360 Játékvezető: Tobias Stieler |
| 2017. február 4. 18:30 (CEST) | Aubameyang 35'    | (1 – 0) (Jegyzőkönyv) |            | SIGNAL IDUNA PARK, Dortmund Nézőszám: 81 360 Játékvezető: Tobias Stieler |

| 2017. február 11. 15:30 (CEST) | RB Leipzig | 0 – 3                 | Hamburger SV                           | Red Bull Arena, Lipcse Nézőszám: 42 558 Játékvezető: Sascha Stegemann |
| 2017. február 11. 15:30 (CEST) |            | (0 – 2) (Jegyzőkönyv) | Papadópulosz 18' Walace 24' Hunt 90+3' | Red Bull Arena, Lipcse Nézőszám: 42 558 Játékvezető: Sascha Stegemann |

| 2017. február 19. 15:30 (CEST) | Borussia Mönchengladbach | 1 – 2                 | RB Leipzig              | BORUSSIA-PARK, Mönchengladbach Nézőszám: 51 535 Játékvezető: Felix Zwayer |
| 2017. február 19. 15:30 (CEST) | Vestergaard 81'          | (0 – 1) (Jegyzőkönyv) | Forsberg 31' Werner 55' | BORUSSIA-PARK, Mönchengladbach Nézőszám: 51 535 Játékvezető: Felix Zwayer |

| 2017. február 25. 15:30 (CEST) | RB Leipzig                       | 3 – 1                 | 1. FC Köln | Red Bull Arena, Lipcse Nézőszám: 39 335 Játékvezető: Marco Fritz |
| 2017. február 25. 15:30 (CEST) | Forsberg 5' Maroh 34' Werner 65' | (2 – 0) (Jegyzőkönyv) | Osako 53'  | Red Bull Arena, Lipcse Nézőszám: 39 335 Játékvezető: Marco Fritz |

| 2017. március 3. 20:30 (CEST) | FC Augsburg                    | 2 – 2                 | RB Leipzig             | WWK ARENA, Augsburg Nézőszám: 28 314 Játékvezető: Patrick Ittrich |
| 2017. március 3. 20:30 (CEST) | Stafylidis 19' Hinteregger 60' | (1 – 1) (Jegyzőkönyv) | Werner 25' Compper 52' | WWK ARENA, Augsburg Nézőszám: 28 314 Játékvezető: Patrick Ittrich |

| 2017. március 11. 15:30 (CEST) | RB Leipzig | 0 – 1                 | VfL Wolfsburg | Red Bull Arena, Lipcse Nézőszám: 42 558 Játékvezető: Benjamin Brand |
| 2017. március 11. 15:30 (CEST) |            | (0 – 1) (Jegyzőkönyv) | Gómez 9'      | Red Bull Arena, Lipcse Nézőszám: 42 558 Játékvezető: Benjamin Brand |

| 2017. március 3. 20:30 (CEST) | Werder Bremen                          | 3 – 0                 | RB Leipzig | Weser-Stadion, Bréma Nézőszám: 41 384 Játékvezető: Christian Dingert |
| 2017. március 3. 20:30 (CEST) | Junuzović 34' Grillitsch 59' Kainz 90' | (1 – 0) (Jegyzőkönyv) |            | Weser-Stadion, Bréma Nézőszám: 41 384 Játékvezető: Christian Dingert |

| 2017. április 1. 15:30 (CEST) | RB Leipzig                           | 4 – 0                 | Darmstadt 98 | Red Bull Arena, Lipcse Nézőszám: 39 394 Játékvezető: Bastian Dankert |
| 2017. április 1. 15:30 (CEST) | Keïta 12' 80' Forsberg 67' Orban 79' | (1 – 0) (Jegyzőkönyv) |              | Red Bull Arena, Lipcse Nézőszám: 39 394 Játékvezető: Bastian Dankert |

| 2017. április 5. 20:00 (CEST) | Mainz 05                        | 2 – 3                 | RB Leipzig                        | Opel Arena, Mainz Nézőszám: 26 379 Játékvezető: Tobias Stieler |
| 2017. április 5. 20:00 (CEST) | Jairo 69' (11-esből) Mutó 90+1' | (0 – 0) (Jegyzőkönyv) | Sabitzer 48' Werner 52' Keïta 81' | Opel Arena, Mainz Nézőszám: 26 379 Játékvezető: Tobias Stieler |

| 2017. április 8. 15:30 (CEST) | RB Leipzig    | 1 – 0                 | Bayer Leverkusen | Red Bull Arena, Lipcse Nézőszám: 42 558 Játékvezető: Robert Kampka |
| 2017. április 8. 15:30 (CEST) | Poulsen 90+3' | (0 – 0) (Jegyzőkönyv) |                  | Red Bull Arena, Lipcse Nézőszám: 42 558 Játékvezető: Robert Kampka |

| 2017. április 15. 15:30 (CEST) | RB Leipzig                                 | 4 – 0                 | SC Freiburg | Red Bull Arena, Lipcse Nézőszám: 41 446 Játékvezető: Manuel Gräfe |
| 2017. április 15. 15:30 (CEST) | Poulsen 36' Werner 42' Keïta 51' Demme 90' | (2 – 0) (Jegyzőkönyv) |             | Red Bull Arena, Lipcse Nézőszám: 41 446 Játékvezető: Manuel Gräfe |

| 2017. április 23. 17:30 (CEST) | Schalke 04    | 1 – 1                 | RB Leipzig | VELTINS-Arena, Gelsenkirchen Nézőszám: 60 916 Játékvezető: Günter Perl |
| 2017. április 23. 17:30 (CEST) | Huntelaar 46' | (0 – 1) (Jegyzőkönyv) | Werner 14' | VELTINS-Arena, Gelsenkirchen Nézőszám: 60 916 Játékvezető: Günter Perl |

| 2017. április 29. 15:30 (CEST) | RB Leipzig            | 0 – 0 | FC Ingolstadt | Red Bull Arena, Lipcse Nézőszám: 41 053 Játékvezető: Daniel Siebert |
| 2017. április 29. 15:30 (CEST) | (0 – 0) (Jegyzőkönyv) |       |               | Red Bull Arena, Lipcse Nézőszám: 41 053 Játékvezető: Daniel Siebert |

| 2017. május 6. 18:30 (CEST) | Hertha BSC  | 1 – 4                 | RB Leipzig                     | Olympiastadion Berlin, Berlin Nézőszám: 62 301 Játékvezető: Robert Hartmann |
| 2017. május 6. 18:30 (CEST) | Khedira 85' | (0 – 1) (Jegyzőkönyv) | Werner 11' 54' Selke 89' 90+2' | Olympiastadion Berlin, Berlin Nézőszám: 62 301 Játékvezető: Robert Hartmann |

| 2017. május 13. 15:30 (CEST) | RB Leipzig                                        | 4 – 5                 | Bayern München                                                     | Red Bull Arena, Lipcse Nézőszám: 42 558 Játékvezető: Tobias Stieler |
| 2017. május 13. 15:30 (CEST) | Sabitzer 2' Werner 29' (11-esből) 65' Poulsen 47' | (2 – 1) (Jegyzőkönyv) | Lewandowski 17' (11-esből) 84' Thiago 60' Alaba 90+1' Robben 90+5' | Red Bull Arena, Lipcse Nézőszám: 42 558 Játékvezető: Tobias Stieler |

| 2017. május 20. 15:30 (CEST) | Eintracht Frankfurt  | 2 –2                  | RB Leipzig               | Commerzbank-Arena, Frankfurt Nézőszám: 51 000 Játékvezető: Felix Brych |
| 2017. május 20. 15:30 (CEST) | Vallejo 83' Blum 90' | (0 – 1) (Jegyzőkönyv) | Sabitzer 25' Poulsen 56' | Commerzbank-Arena, Frankfurt Nézőszám: 51 000 Játékvezető: Felix Brych |

#### Helyezések fordulónként
| Forduló  | 1 | 2  | 3  | 4 | 5 | 6  | 7  | 8  | 9  | 10 | 11 | 12 | 13 | 14 | 15 | 16 | 17 | 18 | 19 | 20 | 21 | 22 | 23 | 24 | 25 | 26 | 27 | 28 | 29 | 30 | 31 | 32 | 33 | 34 |
| -------- | - | -- | -- | - | - | -- | -- | -- | -- | -- | -- | -- | -- | -- | -- | -- | -- | -- | -- | -- | -- | -- | -- | -- | -- | -- | -- | -- | -- | -- | -- | -- | -- | -- |
| Helyszín | I | O  | I  | O | I | O  | I  | O  | I  | O  | I  | I  | O  | I  | O  | I  | O  | O  | I  | O  | I  | O  | I  | O  | I  | O  | I  | O  | O  | I  | O  | I  | O  | I  |
| Eredmény | D | GY | GY | D | D | GY | GY | GY | GY | GY | GY | GY | GY | V  | GY | V  | GY | GY | V  | V  | GY | GY | D  | V  | V  | GY | GY | GY | GY | D  | D  | GY | V  | D  |
| Helyezés | 8 | 5  | 3  | 6 | 7 | 5  | 3  | 2  | 2  | 2  | 1  | 1  | 1  | 2  | 2  | 2  | 2  | 2  | 2  | 2  | 2  | 2  | 2  | 2  | 2  | 2  | 2  | 2  | 2  | 2  | 2  | 2  | 2  | 2  |

Helyszín: O = Otthon; I = Idegenben. Eredmény: GY = Győzelem; D = Döntetlen; V = Vereség.

### DFB-Pokal
| 2016. augusztus 20. 15:30 |

| Dynamo Dresden                           | 2 – 2 (h. u.)                     | RB Leipzig                                      |
| ---------------------------------------- | --------------------------------- | ----------------------------------------------- |
| Kutschke 47' 78' (11-esből)              | (0 – 2, 2 – 2, 2 – 2) Jegyzőkönyv | Sabitzer 15' Kaiser 45+1' (11-esből)            |
| Büntetőpárbaj                            |                                   |                                                 |
| Testroet Stefaniak Teixeira Gogia Aosman | 5 – 4                             | Kalmár Orban Stefan Ilsanker Kaiser Halstenberg |

| DDV-Stadion, Dresden Nézőszám: 29 222 Játékvezető: Felix Brych |

| 2016. augusztus 20. 15:30 |

| Dynamo Dresden                           | 2 – 2 (h. u.)                     | RB Leipzig                                      |
| ---------------------------------------- | --------------------------------- | ----------------------------------------------- |
| Kutschke 47' 78' (11-esből)              | (0 – 2, 2 – 2, 2 – 2) Jegyzőkönyv | Sabitzer 15' Kaiser 45+1' (11-esből)            |
| Büntetőpárbaj                            |                                   |                                                 |
| Testroet Stefaniak Teixeira Gogia Aosman | 5 – 4                             | Kalmár Orban Stefan Ilsanker Kaiser Halstenberg |

| DDV-Stadion, Dresden Nézőszám: 29 222 Játékvezető: Felix Brych |

## Statisztika

### Pályára lépések
Csak a bajnoki mérkőzések statisztikái alapján:
| #  | N.          | P. | Név                | Kezdő | Egyéb kezdőjátékosok                                 |
| -- | ----------- | -- | ------------------ | ----- | ---------------------------------------------------- |
| 32 | HUN         | K  | Gulácsi Péter      | 33    | Fabio Coltorti: 1 Marius Müller: 0                   |
| 23 | Német       | V  | Marcel Halstenberg | 30    | Dayot Upamecano: 12                                  |
| 4  | Németország | V  | Willi Orban        | 28    | Lukas Klostermann: 1                                 |
| 33 | Németország | V  | Marvin Compper     | 25    | Ken Gipson: 0                                        |
| 16 | Németország | V  | Benno Schmitz      | 15    | Kiriákosz Papadópulosz: 1                            |
| 8  | Guinea      | KP | Naby Keïta         | 32    | Bernardo: 22 Marcel Sabitzer: 33 Idrissa Touré: 0    |
| 13 | Ausztria    | KP | Stefan Ilsanker    | 33    | Rani Khedira: 10 Dominik Kaiser: 24 Massimo Bruno: 1 |
| 31 | Németország | KP | Diego Demme        | 32    | Oliver Burke: 25 Kalmár Zsolt: 0 Vitaly Janelt: 0    |
| 11 | Németország | CS | Timo Werner        | 31    | Agyemang Diawusie: 0                                 |
| 9  | Dánia       | CS | Yussuf Poulsen     | 29    | Federico Palacios Martínez: 2 Terrence Boyd: 0       |
| 10 | Svédország  | CS | Emil Forsberg      | 30    | Davie Selke: 20                                      |

### Gólok
| #  | #  | Poszt | Nemz. | Játékos         | Bundesliga | DFB | Összesen |
| -- | -- | ----- | ----- | --------------- | ---------- | --- | -------- |
| 1  | 11 | CS    | GER   | Timo Werner     | 21         | 0   | 21       |
| 2  | 7  | KP    | AUT   | Marcel Sabitzer | 8          | 1   | 9        |
| 3  | 10 | CS    | SWE   | Emil Forsberg   | 8          | 0   | 8        |
| 3  | 8  | KP    | GER   | Naby Keïta      | 8          | 0   | 8        |
| 5  | 9  | CS    | DEN   | Yussuf Poulsen  | 5          | 0   | 5        |
| 6  | 27 | CS    | GER   | Davie Selke     | 4          | 0   | 4        |
| 7  | 4  | V     | GER   | Willi Orban     | 3          | 0   | 3        |
| 8  | 24 | KP    | GER   | Dominik Kaiser  | 1          | 1   | 2        |
| 8  | 33 | V     | GER   | Marvin Compper  | 2          | 0   | 2        |
| 10 | 19 | KP    | SCO   | Oliver Burke    | 1          | 0   | 1        |
| 10 | 31 | KP    | GER   | Diego Demme     | 1          | 0   | 1        |